# Palais du Seimas
Le Palais du Seimas (en lituanien : Seimo rūmai) est le siège de la Diète, le parlement de la Lituanie. Il est situé à Vilnius, la capitale du pays.

## Histoire
La construction de la première aile du bâtiment commence en 1976 pour servir de siège au Soviet suprême de la RSS de Lituanie. La construction, supervisée par les architectes Algimantas Nasvytis et Vytautas Nasvytis, est achevée en 1980. Deux autres ailes sont construites en 1978 et 1979 afin d’accueillir respectivement le ministère des Finances et le Conseil des syndicats de la Lituanie. Cela fait du palais un édifice de trois ailes dont la principale accueille la salle des séances du parlement.
Le 11 mars 1990, la Lituanie proclame son indépendance vis-à-vis de l'URSS dans l'ancienne salle du parlement où les membres de l'organe signent l'Acte de rétablissement.  Le même jour, la plupart des emblèmes de la RSS de Lituanie, qui avaient été installés sur le bâtiment dans le passé, sont enlevés ou recouverts par les armoiries de la Lituanie.
En outre, de 1993 à 1997, la partie ouest de la première aile devient la résidence temporaire du Président de la république de Lituanie. Aujourd'hui comme de 1990 à 1992, il abrite à nouveau les bureaux du président du parlement et de son secrétariat.
En 2006, les travaux de construction d'une nouvelle salle plénière du parlement commence. Les employés de la deuxième aile sont hébergés dans des logements temporaires.
Le 10 septembre 2007, la nouvelle salle du parlement est officiellement inaugurée. Les travaux ont coûté cinquante millions de litas. L'ancienne salle du parlement reste utilisée pour les sessions solennelles du Seimas, comme par exemple lors de l'inauguration d'une nouvelle législature.

## Galerie

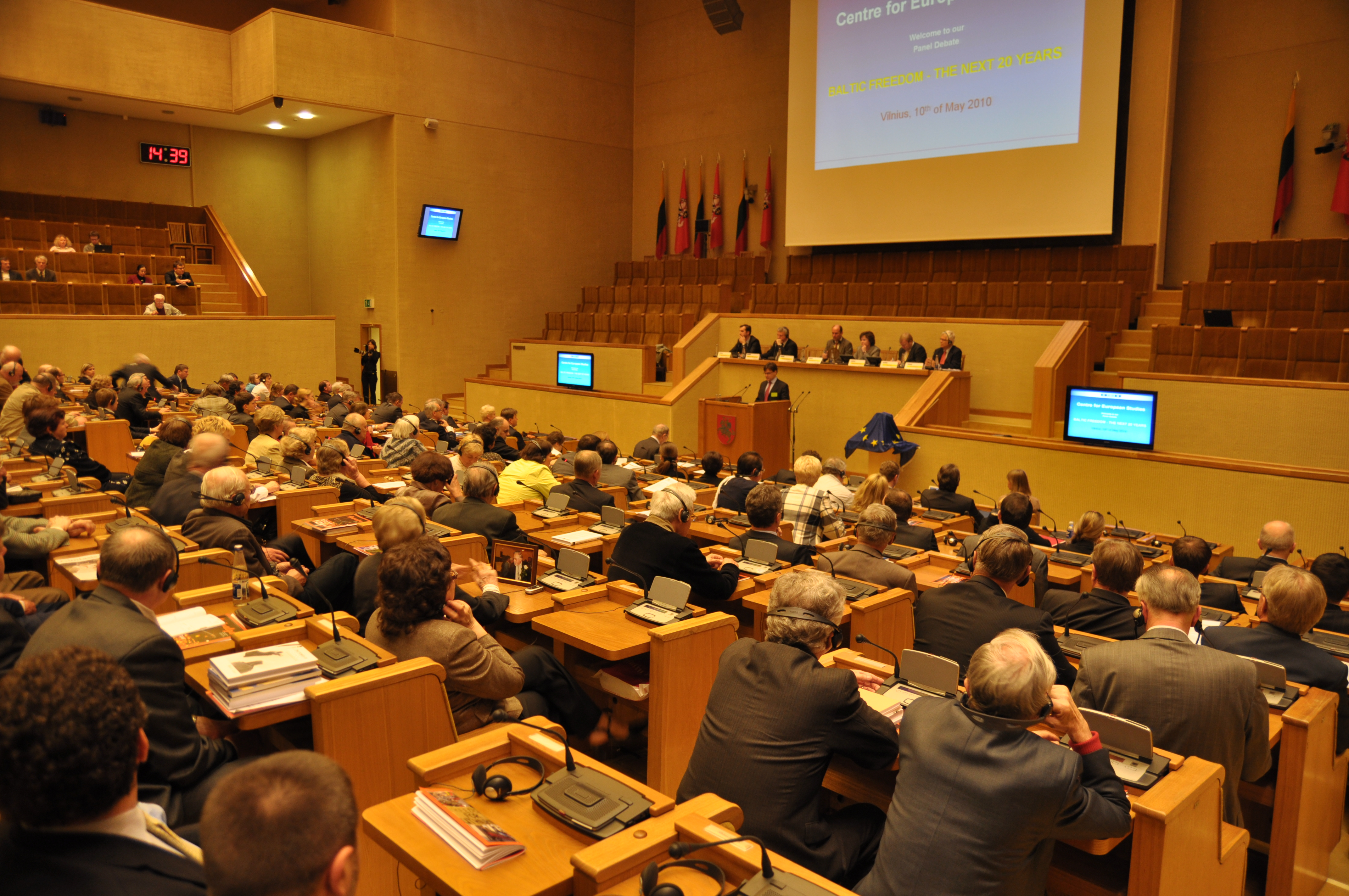
Ancienne salle des séances du parlement.
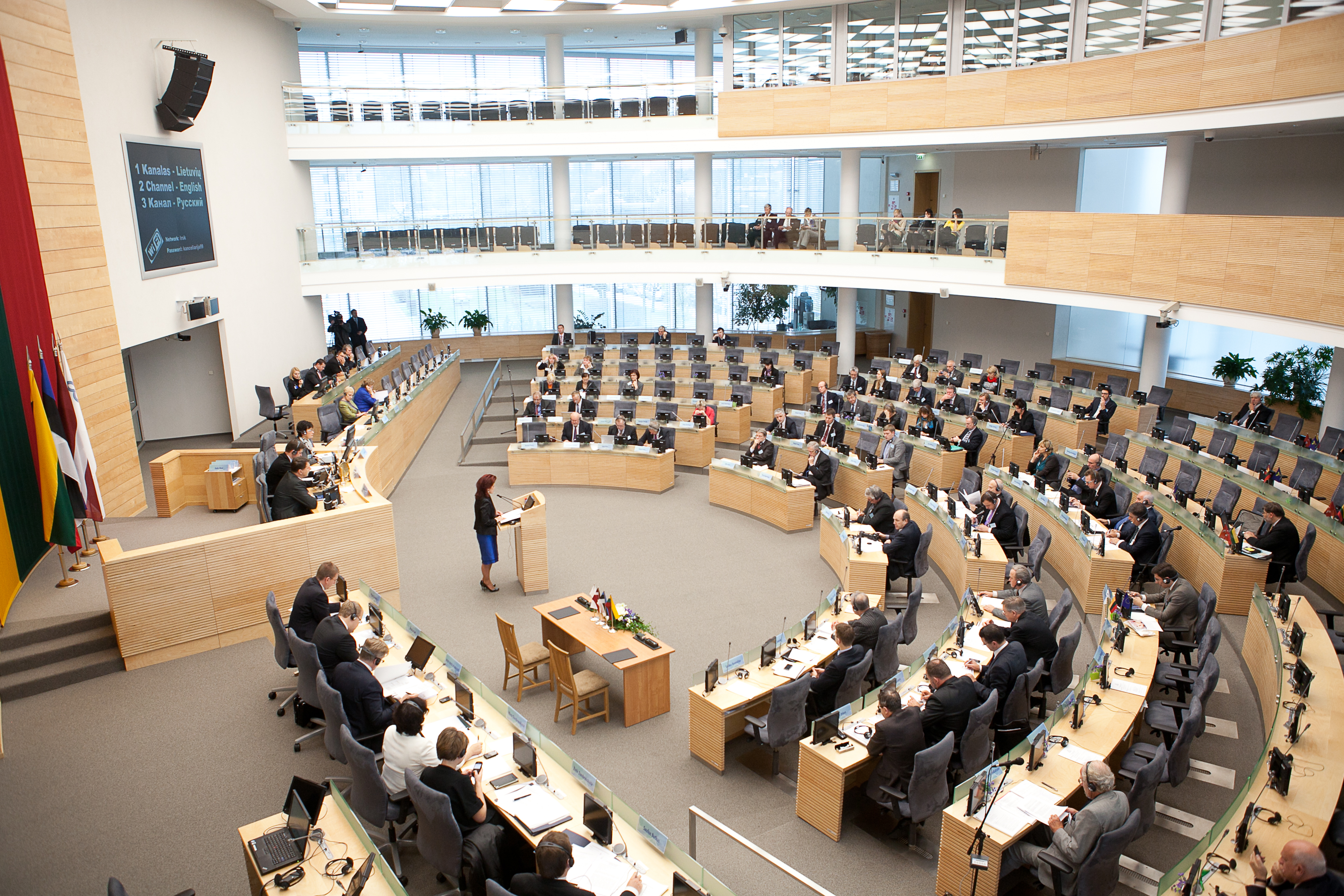
Nouvelle salle des séances.
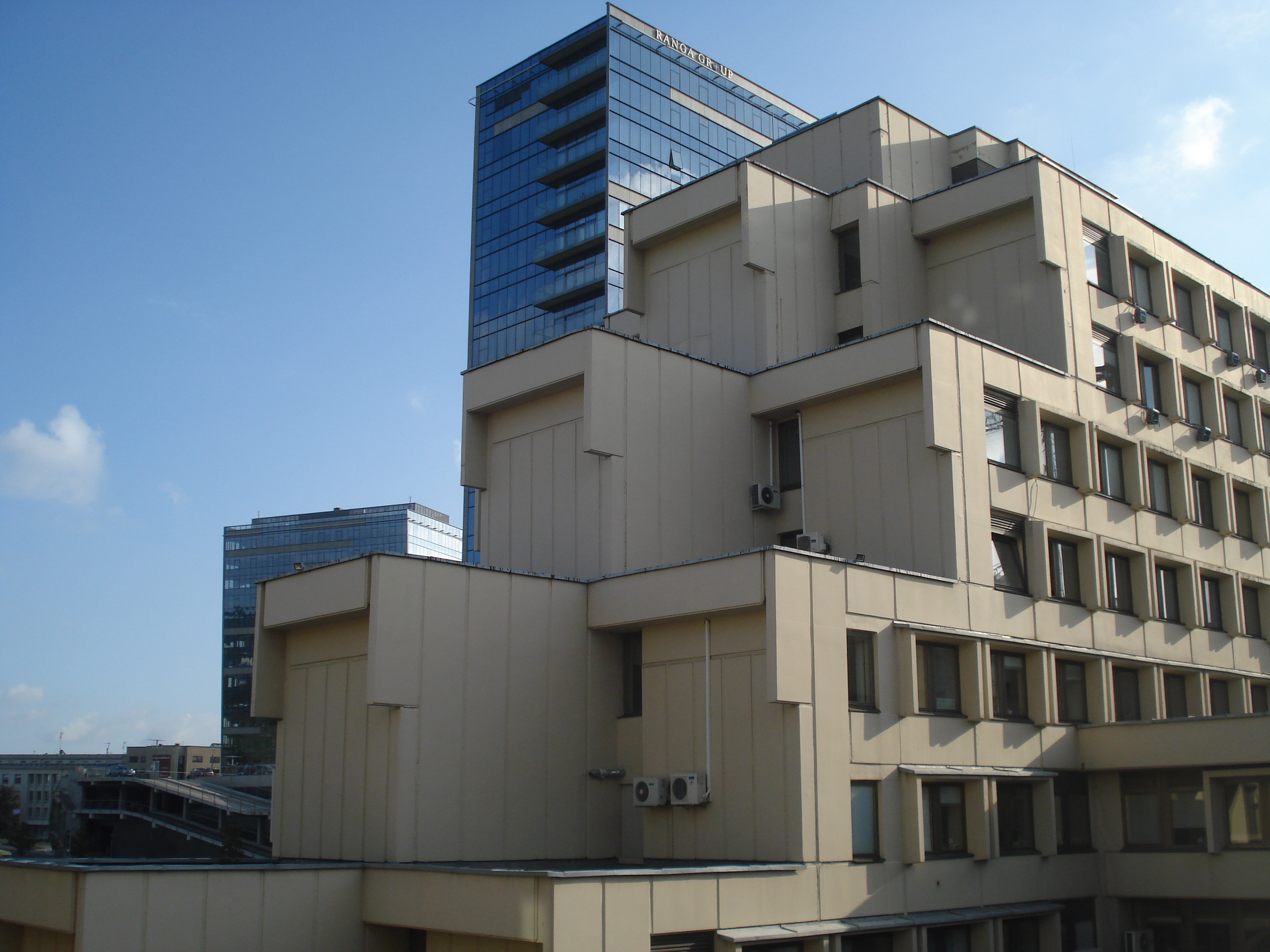
Troisième aile du Palais.